# 第71屆奧斯卡金像獎
第71届奥斯卡颁奖典礼是美国电影艺术与科学学院旨在奖励1998年最优秀电影的一场晚会，于太平洋时区1999年3月21日下午17点30分（北美东部时区晚上20点30分）在加利福尼亚州洛杉矶的多萝茜·钱德勒大厅举行，共计颁发了24座奥斯卡金像奖（也称学院奖）。在美国直播本届颁奖典礼，吉尔·凯茨担任制片人，路易斯··霍维茨执导。:231, 233女演员乌比·戈德堡第三次担任主持人。她之前还主持过第66和第68届奥斯卡颁奖典礼。近一个月前的2月27日，另一位女演员安·海契在比佛利山的威尔希尔丽晶酒店主持颁发了奥斯卡科技成果奖。
《恋爱中的莎士比亚》赢得包括最佳影片奖在内的七项大奖，成为这个夜晚的最大赢家。其它获奖电影包括获奖五项的《拯救大兵瑞恩》，获奖三项的《美丽人生》，获奖一项的《苦难》（Affliction）、《棕兔夫人》（Bunny）、《选举之夜》（Election Night）、《伊丽莎白》、《众神与野兽》、《最后的日子》（The Last Days）、《征婚启事》（The Personals）、《埃及王子》和《美梦成真》（What Dreams May Come）。本届颁奖典礼的电视转播一共吸引了近4600万美国观众收看。

## 获奖和提名
第71届奥斯卡金像奖提名名单于1999年2月9日由学院主席罗伯特·莱姆（Robert Rehme）和男演员凯文·斯派西一起在比佛利山的塞缪尔·戈尔德温剧院公布。《恋爱中的莎士比亚》以13项提名领跑，《拯救大兵瑞恩》则以11项紧随其后。
获奖名单在1999年3月21日举行的颁奖典礼上公布。《美丽人生》是历史上第二部在同一年获得最佳影片和外语片两项提名的电影:401，并且其七项提名也创下了非英语电影提名数量的新纪录:209。男主角奖得主罗伯托·贝尼尼成为历史上第二位自导自演获奖的演员，第一位则是劳伦斯·奥利维尔因1948年的《哈姆雷特》获奖。贝尼尼还成为第四位因同一部电影获得表演、导演、编剧提名的电影人，并且是第三位凭一个没有说英语的角色获奖的演员。此外，凯特·布兰切特和朱迪·丹奇分别因扮演英国女王伊丽莎白一世获得女主角和女配角奖提名，这也成为历史上首次有两位女演员于同一年中分别在不同电影扮演同一角色而双双获得表演奖提名。

### 奖项

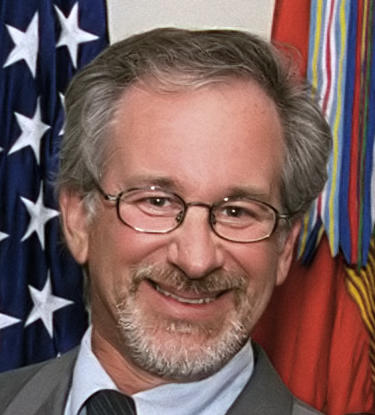
斯蒂芬·斯皮尔伯格因《拯救大兵瑞恩》获导演奖

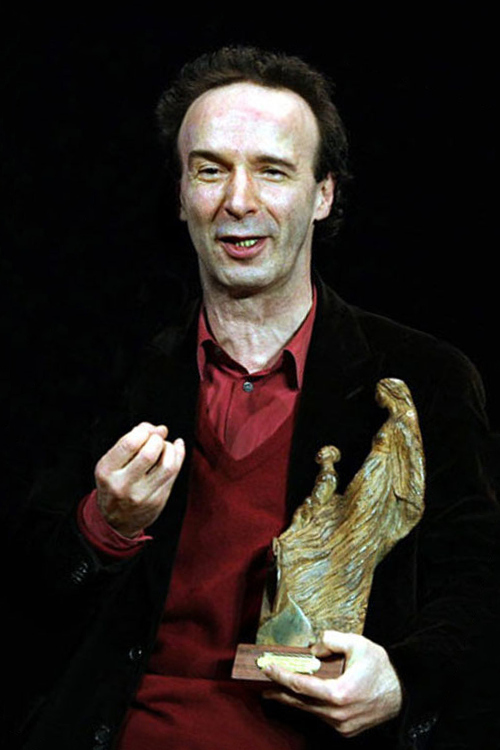
罗伯托·贝尼尼因《美丽人生》获男主角奖

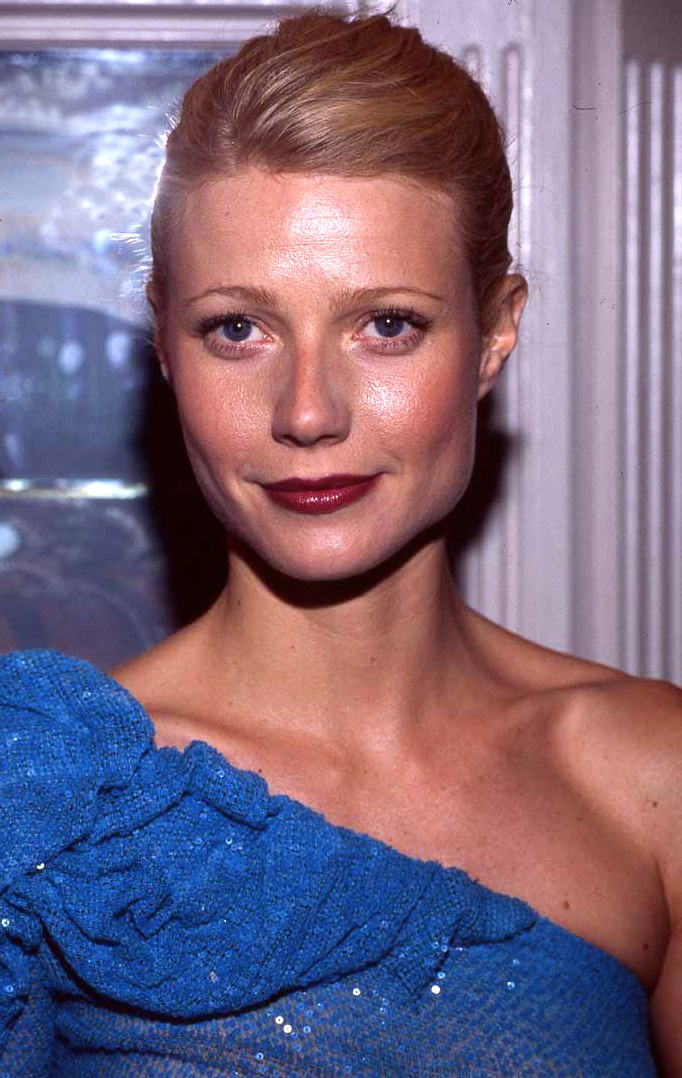
格温妮斯·帕特洛因《恋爱中的莎士比亚》获女主角奖

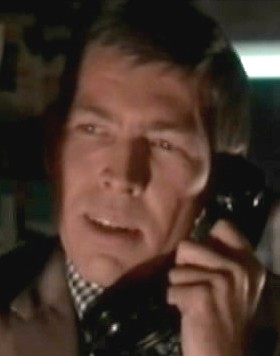
詹姆斯·柯本因《苦难》获男配角奖

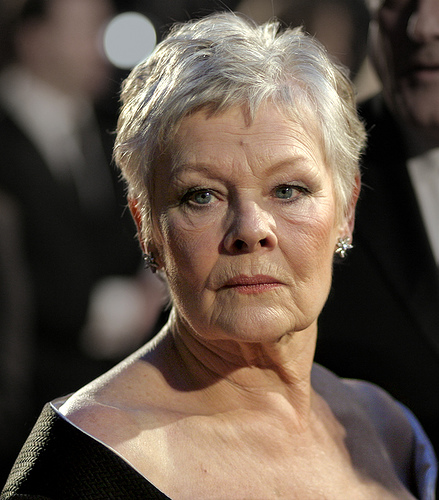
朱迪·丹奇因《恋爱中的莎士比亚》获女配角奖

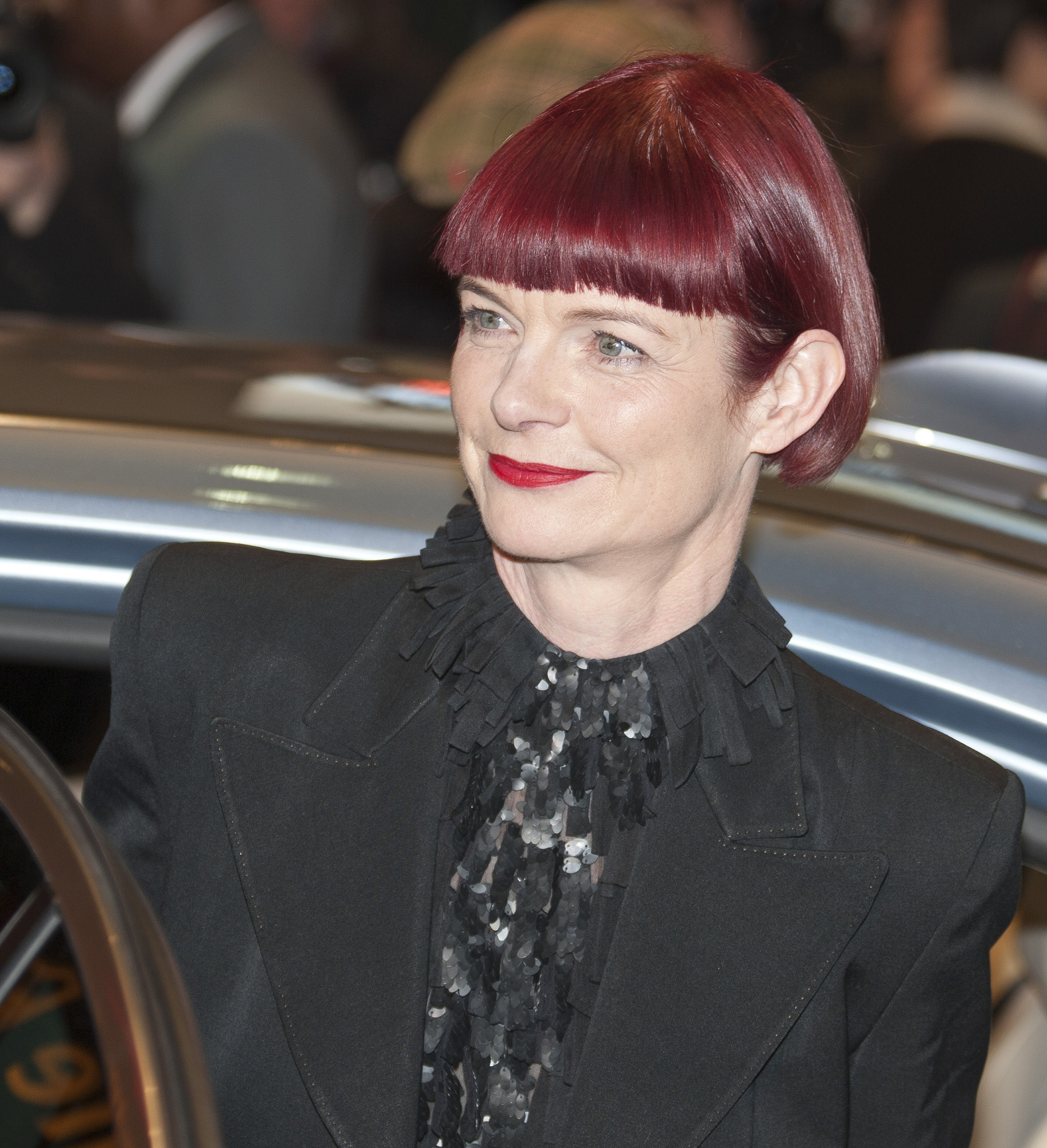
桑迪·鲍威尔因《恋爱中的莎士比亚》获服装设计奖

获奖作品列在最上方一行，并且右侧会附上‡符号：：
| 最佳影片 | 导演 |
| --- | --- |
| - 《恋爱中的莎士比亚》——哈維·溫斯坦、唐娜·吉格里奥蒂（Donna Gigliotti）、大卫·帕菲特（David Parfitt）、愛德華·茲維克和马克·诺曼（Marc Norman）‡ - 《伊丽莎白》——艾莉森·欧文（Alison Owen）、艾瑞克·費納和蒂姆·貝文 - 《美丽人生》——艾尔达·法瑞（Elda Ferri）、吉安路易吉·布拉斯基（Gianluigi Braschi） - 《拯救大兵瑞恩》——史蒂文·斯皮尔伯格、马克·戈登（Mark Gordon）和伊恩·布莱斯（Ian Bryce） - 《细细的红线》——格兰特·希尔（Grant Hill）                                          | - 史蒂文·斯皮尔伯格——《拯救大兵瑞恩》‡ - 罗伯托·贝尼尼——《美丽人生》 - 约翰·麦登——《恋爱中的莎士比亚》 - 泰伦斯·马力克——《细细的红线》 - 彼得·威尔——《楚门的世界》 |
| 男主角 | 女主角 |
| - 罗伯托·贝尼尼——《美丽人生》‡ - 汤姆·汉克斯——《拯救大兵瑞恩》 - 伊恩·麦克连——《众神与野兽》 - 尼克·诺特——《苦难》 - 爱德华·诺顿——《美国X档案》 | - 格温妮斯·帕特洛 ——《恋爱中的莎士比亚》‡ - 凯特·布兰切特——《伊丽莎白》 - 費爾蘭德·蒙特納哥——《中央车站》 - 梅丽尔·斯特里普————《亲情无价》 - 艾蜜莉·華森——《無情荒地有琴天》 |
| 男配角 | 女配角 |
| - 詹姆斯·柯本——《苦难》‡ - 罗伯特·杜瓦尔——《法网边缘》（A Civil Action） - 艾德·哈里斯——《楚门的世界》 - 杰弗里·拉什——《恋爱中的莎士比亚》 - 比利·鮑伯·松頓——《绝地计划》 | - 朱迪·丹奇——《恋爱中的莎士比亚》‡ - 凯茜·贝茨——《原色》 - 布蘭達·布蕾辛——《小嗓门》（Little Voice） - 瑞切尔·格里菲斯（Rachel Griffiths）——《無情荒地有琴天》 - 琳恩·雷德格雷夫——《众神与野兽》 |
| 原著剧本 | 原著改编 |
| - 《恋爱中的莎士比亚》——马克·诺曼（Marc Norman）和湯姆·斯托帕德‡ - 《吹牛顾客》（Bulworth）——沃伦·比蒂和杰里米·皮克塞（Jeremy Pikser） - 《美丽人生》——文森佐·克拉米（Vincenzo Cerami）和罗伯托·贝尼尼 - 《拯救大兵瑞恩》——罗伯特·罗达特（Robert Rodat） - 《楚门的世界》——安德魯·尼可 | - 《众神与野兽》——比爾·坎登改编自克里斯托弗·布拉姆（Christopher Bram）的小说《科学怪人之父》（Father of Frankenstein）‡ - 《战略高手》（Out of Sight）——斯科特·弗兰克（Scott Frank）改编自埃爾莫爾·倫納德的同名小说 - 《原色》——伊莱恩·梅改编自乔·克莱因（Joe Klein）的同名小说 - 《绝地计划》——斯科特·B·史密斯（Scott B. Smith）改编自己的同名小说 - 《细细的红线》——泰伦斯·马力克改编自詹姆斯·琼斯（James Jones）的同名小说                                                  |
| 外语片 | 原创歌曲 |
| - 《美丽人生》（意大利，意大利语）——罗伯托·贝尼尼‡ - 《中央车站》（巴西，葡萄牙语）——華特·薩勒斯 - 《天堂的孩子》（伊朗，波斯语）——马吉德·马吉迪 - 《祖父》（El abuelo，西班牙，西班牙语）——何塞·路易斯·加尔西（José Luis Garci） - 《探戈》（Tango, no me dejes nunca，阿根廷，西班牙语）——卡洛斯·索拉 | - “”（《埃及王子》插曲）——词曲：史蒂芬·施沃茨‡ - “”（《世界末日》插曲）——词曲：黛安·华伦（Diane Warren） - “”（《小猪宝贝2：小猪进城》插曲）——词曲：兰迪·纽曼 - “”（《马语者》插曲）——词曲：阿莉森·穆勒（Allison Moorer）和格威尔·欧文（Gwil Owen） - “”（《寻找卡米洛城》插曲）——作曲：卡罗尔·拜尔·塞格（Carole Bayer Sager）和大卫·沃尔特·福斯特；作词：卡罗尔·拜尔·塞格、大卫·沃尔特·福斯特、托尼·雷尼斯（Tony Renis）和阿尔贝托·特斯塔（Alberto Testa） |
| 纪录片 | 纪录短片 |
| - 《最后的日子》——詹姆斯·莫尔（James Moll）和肯·理柏（Ken Lipper）‡ - 《舞者》（Dancemaker）——马修·戴蒙德（Matthew Diamond）和杰里·库普夫（Jerry Kupfer） - 《美国安哥拉劳改营》（The Farm: Angola, USA）——乔纳森·斯塔克（Jonathan Stack）和利兹·加布斯（Liz Garbus） - 《悲喜人生：兰尼·布鲁斯》（Lenny Bruce: Swear to Tell the Truth）——罗伯特·B·维德（Robert B. Weide） - 《越战未亡人》（Regret to Inform）——芭芭拉·索恩本（Barbara Sonneborn）和珍妮特·科尔（Janet Cole）                                                                                                | - 《征婚启事》——伊比恵子（Keiko Ibi）‡ - 《某个地方》（A Place in the Land）——查尔斯·古根海姆（Charles Guggenheim） - 《天安门上太阳升》——王水泊和唐纳德·麦克威廉斯（Donald McWilliams） |
| 實景短片 | 动画短片 |
| - 《选举之夜》——金·马格努松（Kim Magnusson）和安德斯·托马斯·詹森（Anders Thomas Jensen）‡ - 《文化》（Culture）——威尔·斯佩克（Will Speck）和乔什·戈登（Josh Gordon） - 《浪漫假期》（Holiday Romance）——亚历山大·乔维（Alexander Jovy）和·基斯（JJ Keith） - 《明信片》（La Carte Postale）——薇薇安·高菲特（Vivian Goffette） - 《维克多》（Victor）——西蒙·桑奎斯特（Simon Sandquist）和乔尔·贝格沃尔（Joel Bergvall） | - 《棕兔夫人》——克里斯·韦奇‡ - 《坎特伯雷故事集》（The Canterbury Tales）——克里斯托弗·格雷斯（Christopher Grace）和乔纳森·迈尔森（Jonathan Myerson） - 《海盗骷髅旗》（Jolly Roger）——马可·贝克（Mark Baker） - 《更多》（More）——马克·奥斯本（Mark Osborne）和史蒂夫·卡拉弗（Steve Kalafer） - 《当生命远去》（When Life Departs）——卡斯滕·基里奇（Karsten Kiilerich）和施蒂芬·费德马克（Stefan Fjeldmark） |
| 原创配乐（正剧类） | 原创配乐（音乐剧/喜剧类） |
| - 《美丽人生》——尼古拉·皮奥瓦尼‡ - 《伊丽莎白》——大卫·希施费尔德（David Hirschfelder） - 《欢乐谷》——兰迪·纽曼 - 《拯救大兵瑞恩》——约翰·威廉斯 - 《细细的红线》——汉斯·季默 | - 《恋爱中的莎士比亚》——斯蒂芬·沃贝克（Stephen Warbeck）‡ - 《虫虫危机》——兰迪·纽曼 - 《花木兰》——马修·怀德（Matthew Wilder）、大卫·兹培尔（David Zippel）和杰里·戈德史密斯 - 《心灵点滴》（Patch Adams）——马克·施艾曼（Marc Shaiman） - 《埃及王子》————史蒂芬·施沃茨和汉斯·季默 |
| 音效剪辑 | 音效 |
| - 《拯救大兵瑞恩》——加里·里德斯特罗姆和理查德·海姆斯（Richard Hymns）‡ - 《世界末日》——乔治·沃特斯二世（George Watters II） - 《佐罗的面具》——大卫·麦克莫伊勒（David McMoyler） | - 《拯救大兵瑞恩》——加里·里德斯特罗姆、加里·萨默斯、安迪·尼尔森和罗恩·贾金斯‡ - 《世界末日》——凯文·奥康奈尔、格雷格·拉塞尔和基思·韦斯特 - 《佐罗的面具》——凯文·奥康奈尔、格雷格·拉塞尔和普德·库萨克（Pud Cusack） - 《恋爱中的莎士比亚》——罗宾·奥多诺休、多米尼克·莱斯特（Dominic Lester）和彼得·格洛索普（Peter Glossop） - 《细细的红线》——安迪·尼尔森、安娜·贝尔默和保罗·布林卡特（Paul Brincat）                             |
| 艺术指导 | 摄影 |
| - 《恋爱中的莎士比亚》——艺术指导：马丁·柴尔斯（Martin Childs）；内部装饰：吉尔·奎尔提尔（Jill Quertier）‡ - 《伊丽莎白》——艺术指导：约翰·迈尔（John Myhre）；内部装饰：彼得·休伊特（Peter Howitt） - 《欢乐谷》——艺术指导：珍妮·欧普瓦（Jeannine Oppewall）；内部装饰：杰伊·哈特（Jay Hart） - 《拯救大兵瑞恩》——艺术指导：汤姆·桑德斯（Tom Sanders）；内部装饰：丽莎·迪恩·卡瓦纳夫（Lisa Dean Kavanaugh） - 《美梦成真》——艺术指导：欧亨尼奥·萨内蒂（Eugenio Zanetti）；内部装饰：辛迪·卡尔（Cindy Carr） | - 《拯救大兵瑞恩》——亞努斯·卡明斯基‡ - 《法网边缘》——康拉德·赫尔 - 《伊丽莎白》——雷米·阿德法拉森（Remi Adefarasin） - 《恋爱中的莎士比亚》——理查德·吉莱特（Richard Greatrex） - 《细细的红线》——约翰·托尔（John Toll） |
| 化妆 | 服装设计 |
| - 《伊丽莎白》——珍妮·谢尔科尔（Jenny Shircore）‡ - 《拯救大兵瑞恩》——洛伊丝·伯韦尔（Lois Burwell）、康纳尔·奥沙利文（Conor O’Sullivan）和丹尼尔·C·斯瑞派克（Daniel C. Striepeke） - 《恋爱中的莎士比亚》——丽莎·韦斯科特（Lisa Westcott）和维罗尼卡·布雷布纳（Veronica Brebner） | - 《恋爱中的莎士比亚》——桑迪·鲍威尔（Sandy Powell）‡ - 《真爱》（Beloved）——柯琳·艾特伍 - 《伊丽莎白》——亚历山德拉·拜恩（Alexandra Byrne） - 《欢乐谷》——茱迪安娜·馬科夫斯基 - 《天鹅绒金矿》——桑迪·鲍威尔 |
| 剪辑 | 视觉效果 |
| - 《拯救大兵瑞恩》——迈克尔·卡恩（Michael Kahn）‡ - 《美丽人生》——西蒙娜·帕吉（Simona Paggi） - 《战略高手》——安妮·考特斯（Anne V. Coates） - 《恋爱中的莎士比亚》——大卫·甘布尔（David Gamble） - 《细细的红线》——比利·韦伯（Billy Weber）、莱斯利·琼斯（Leslie Jones）和萨尔·克莱恩（Saar Klein） | - 《美梦成真》——乔尔·希内克（Joel Hynek）、尼古拉斯·布鲁克斯（Nicholas Brooks）、斯图尔特·罗伯逊（Stuart Robertson）和凯文·麦克（Kevin Mack）‡ - 《世界末日》——理查德·R·胡佛（Richard R. Hoover）、帕特·麦克朗（Pat McClung）和约翰·弗雷泽（John Frazier） - 《无敌大猩猩》（Mighty Joe Young）——里克·贝克、霍伊特·耶特曼（Hoyt Yeatman）、艾伦·霍尔（Allen Hall）和吉姆·米切尔（Jim Mitchell） |

### 奥斯卡荣誉奖
- 伊利亚·卡赞[16]

### 欧文·G·托尔伯格纪念奖
- 诺曼·杰威森[17]

### 提名与获奖大户
| 提名数量 | 片名                 |
| -------- | -------------------- |
| 13       | 《恋爱中的莎士比亚》 |
| 11       | 《拯救大兵瑞恩》     |
| 7        | 《伊丽莎白》         |
| 7        | 《美丽人生》         |
| 7        | 《细细的红线》       |
| 4        | 《世界末日》         |
| 3        | 《众神与野兽》       |
| 3        | 《欢乐谷》           |
| 3        | 《楚门的世界》       |
| 2        | 《苦难》             |
| 2        | 《中央车站》         |
| 2        | 《法网边缘》         |
| 2        | 《無情荒地有琴天》   |
| 2        | 《佐罗的面具》       |
| 2        | 《战略高手》         |
| 2        | 《原色》             |
| 2        | 《埃及王子》         |
| 2        | 《绝地计划》         |
| 2        | 《美梦成真》         |

| 获奖数量 | 片名                 |
| -------- | -------------------- |
| 7        | 《恋爱中的莎士比亚》 |
| 5        | 《拯救大兵瑞恩》     |
| 3        | 《美丽人生》         |

## 颁奖和表演嘉宾
以下人士出场颁发了奖项或表演节目：:228

### 颁奖嘉宾（按出场顺序排列）
| 姓名                                                        | 角色                                                     |
| ----------------------------------------------------------- | -------------------------------------------------------- |
| 兰迪·托马斯（Randi Thomas）                                             | 第71届奥斯卡颁奖典礼广播员                               |
| 罗伯特·莱姆                                                 | 致开幕词欢迎各位来宾光临颁奖典礼                         |
| 金·贝辛格                                                   | 颁发男配角奖                                             |
| 格温妮斯·帕特洛                                             | 颁发艺术指导奖                                           |
| 帕特里克·斯图尔特                                           | 介绍最佳影片奖提名电影《伊丽莎白》和《恋爱中的莎士比亚》 |
| 麦克·梅尔斯                                                 | 颁发化妆奖                                               |
| 克里斯蒂娜·里奇                                             | 引出原创歌曲奖提名作品“”的现场表演                       |
| 布兰登·费舍                                                 | 颁发真人短片奖                                           |
| 《虫虫危机》里面的动画角色蚂蚁弗里克（Flik） 和毛虫海姆利希（Heimlich） | 颁发动画短片奖                                           |
| 罗宾·威廉姆斯                                               | 颁发女配角奖                                             |
| 汤姆·汉克斯                                                 | 引出颁奖嘉宾约翰·格伦                                    |
| 约翰·格伦                                                   | 引出“电影中的历史人物”（Historical Figures in Cinema）蒙太奇                         |
| 克里斯·洛克                                                 | 颁发音效剪辑奖                                           |
| 丽芙·泰勒                                                   | 引出原创歌曲奖提名作品“”现场表演                         |
| 安杰丽卡·休斯顿                                             | 颁发音效奖                                               |
| 索菲娅·罗兰                                                 | 介绍最佳影片和外语片奖提名电影《美丽人生》               |
| 安迪·加西亚（Andy Garcia） 安迪·麥杜維                                 | 原创配乐奖（音乐剧/喜剧类）                              |
| 吉娜·戴维斯                                                 | 颁发原创配乐奖（正剧类）                                 |
| 约翰·特拉沃尔塔                                             | 引出向弗兰克·辛纳特拉致敬的蒙太奇                        |
| 安·海切                                                     | 引出颁发科技成果奖和戈登·E·索耶奖颁奖片段                |
| 金·凯瑞                                                     | 颁发剪辑奖                                               |
| 蕾妮·泽尔维格                                               | 引出原创歌曲奖提名作品“”的现场表演                       |
| 尼古拉斯·凯奇                                               | 向诺曼·杰威森颁发欧文·G·托尔伯格纪念奖                   |
| 利亚姆·尼森                                                 | 颁发视觉效果奖                                           |
| 方·基默                                                     | 引出向吉恩·奥特和罗伊·罗杰斯致敬的蒙太奇                 |
| 海伦·亨特                                                   | 颁发男主角奖                                             |
| 莉莎·库卓                                                   | 引出原创歌曲奖提名作品“”的现场表演                       |
| 本·阿弗莱克 马特·戴蒙                                       | 颁发纪录短片奖和纪录片奖                                 |
| 罗伯特·德尼罗 马丁·斯科塞斯                                 | 向伊利亚·卡赞颁发奥斯卡荣誉奖                            |
| 乌比·戈德堡                                                 | 颁发服装设计奖                                           |
| 凯瑟琳·泽塔-琼斯                                            | 引出原创歌曲奖提名作品“”                                 |
| 珍妮弗·洛佩兹                                               | 颁发原创歌曲奖                                           |
| 安妮特·贝宁                                                 | 引出纪念去世影人片断                                     |
| 杰克·瓦伦蒂（Jack Valenti）                                             | 引出颁奖嘉宾克林·鲍威尔                                  |
| 克林·鲍威尔                                                 | 介绍最佳影片提名电影《拯救大兵瑞恩》和《细细的红线》     |
| 乌玛·瑟曼                                                   | 颁发摄影奖                                               |
| 杰克·尼科尔森                                               | 颁发女主角奖                                             |
| 史蒂文·斯皮尔伯格                                           | 引出向斯坦利·库布里克致敬的桥段                          |
| 歌蒂·韩 史提夫·马丁                                         | 颁发原著剧本奖和原著改编奖                               |
| 凯文·科斯特纳                                               | 颁发导演奖                                               |
| 哈里森·福特                                                 | 颁发最佳影片奖                                           |

### 表演嘉宾（按出场顺序排列）
| 姓名                                                                                    | 角色     | 表演                                                         |
| --------------------------------------------------------------------------------------- | -------- | ------------------------------------------------------------ |
| 比尔·康堤                                                                               | 音乐编排 | 管弦乐                                                       |
| 玛丽亚·凯莉 惠特妮·休斯顿                                                               | 表演者   | 《埃及王子》插曲“”                                           |
| 史密斯飛船                                                                              | 表演者   | 《世界末日》插曲“”                                           |
| 華金·柯帝斯 塞维恩·格洛弗（Savion Glover） 泰·依敏尼兹（Tai Jiminez） 德斯蒙德·理查森（Desmond Richardson） 拉斯塔·托马斯（Rasta Thomas）:234 | 表演者   | 在管弦乐团演奏正剧类原创配乐奖提名作品片段时同步表演舞蹈曲目 |
| 阿莉森·穆勒                                                                             | 表演者   | 《马语者》插曲“”                                             |
| 彼得·蓋布瑞爾 蘭迪·紐曼                                                                 | 表演者   | 《小猪宝贝2：小猪进城》插曲“”                                |
| 席琳·狄翁 安德烈·波伽利                                                                 | 表演者   | 《寻找卡米洛城》插曲“”                                       |

## 典礼资讯

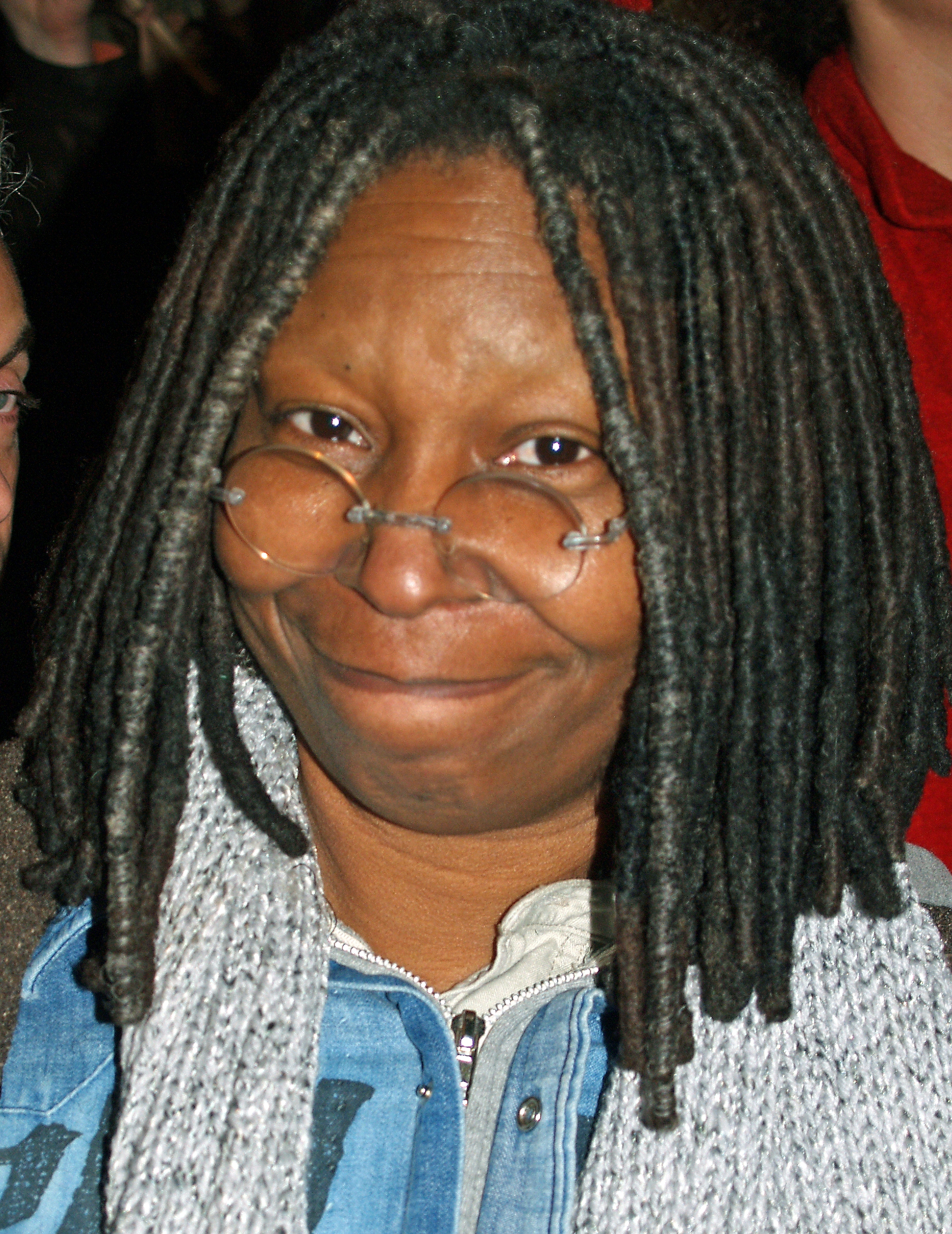
乌比·戈德堡担任第71届奥斯卡颁奖典礼的主持人。

第70届奥斯卡颁奖典礼在收视率上创下新高，并赢得了多项艾美奖，美国电影艺术与科学学院于是试图对晚会做出调整，以求保持这样的成绩，1998年6月，学院主持罗伯特·莱姆宣布颁奖典礼将于史上首度在星期日举行。学院与美国广播公司都希望将晚会定在这个日期能够有利于获得较高的收视率。学院还表示，将典礼改在周日举行将令交通堵塞的问题得到缓解，因为周末时的交通量要远小于工作日:213。
1999年1月，吉尔·凯茨获选担任晚会电视直播的制片人，他立即就选择了奥斯卡金像奖得主，女演员乌比·戈德堡担任主持人:214。凯茨表示，自己选择戈德堡再次担任主持人是因为观众对她有一种崇拜和情感，并且她在节目主持上也有着过人的天赋。戈德堡也在声明中表示自己对获选主持奥斯卡颁奖典礼深感荣幸：“我对能够陪同奥斯卡进入新千年感到非常高兴。谁能想到我会来主持本世纪的最后一场奥斯卡电视直播呢？这可是件大事。”
另外还有多人参与了颁奖典礼的制作。比尔·康堤（Bill Conti）担任晚会的音乐总监。编舞黛比·艾伦除了监督原创歌曲奖提名作品表演外还为正剧类原创配乐奖提名作品选段设计了一段舞蹈曲目，由来自世界各地的5位舞蹈家共同表演:199。学院还首次专门制作了独家的红地毯节目在晚会开始前播出，这段全长半小时的节目由丹尼斯·多蒂（Dennis Doty）监制，女演员吉娜·戴维斯和记者吉姆·莫雷特共同主持。这场红地毯秀与其他电视台的内容类似，也包含对获提名艺人及其他嘉宾的采访，提名作品的概括，以及有关电视转播的幕后信息:211。

### 提名电影票房表现
截止2月9日提名名单公布时，五部获最佳影片提名电影在美国的总计票房收入为3亿零198万4040美元，平均每部6039万6808美元。其中《拯救大兵瑞恩》以1亿9492万8728美元名列榜首，之后分别是收入3654万9292美元的《恋爱中的莎士比亚》，进账3062万4528美元的《细细的红线》，收入2139万4848美元的《伊丽莎白》和进账1848万6644美元的《美丽人生》。
在1998年美国电影票房50强中，有13部电影获得了共计36项提名。其中只有《拯救大兵瑞恩》（亚军）、《楚门的世界》（第11位）、《法网边缘》（第40位）和《原色）（第50位）这四部获得了最佳影片、导演、演员或编剧类奖项提名。另外九部获提名的分别是《世界末日》（冠军）、《虫虫危机》（第5位）、《心灵点滴》（第12位）、《花木兰》（第13位）、《佐罗的面具》（第17位）、《埃及王子》（第18位）、《马语者》（第24位）、《美梦成真》（第37位）和《欢乐谷》（第49位）。

### 专业评价
本场晚会所获得的媒体评价褒贬不一。《娱乐周刊》专栏作家丽莎·施瓦兹包恩（Lisa Schwarzbaum）打趣说“昨晚乌比震撼全场，她知道这一点——但是，她却把这种（震撼全场的）粗鲁变成了自己（可以）野蛮无理的象征”。《华盛顿邮报》电视评论员汤姆·谢尔斯（Tom Shales）哀叹戈德堡“花了大把时间来笑自己的笑话，这些笑话中很多都很下流，（或至少）有点下流。”他还毫不留情地批评了主持人对五部服装设计奖提名作品的呈现，称这既鸡肋，又浪费时间:244。《西雅图时报》影评人约翰·哈特尔（John Hartl）感叹称这“是本世纪最漫长，并且可以是最乏味的奥斯卡颁奖典礼，整整四个小时呐”。
其他媒体对晚会的评价更为正面。《今日美国》电视专栏作家罗伯特·比安科（Robert Bianco）表示自己喜欢戈德堡主持中那种更清晰、更具社会意识的风格。《波士顿环球报》（Boston Globe）电视评论员马修·吉尔伯特（Matthew Gilbert）称这是完美一年，她可以有足够多的好莱坞式勾心斗角和争夺战来表演:244。《丹佛邮报》（Denver Post）的乔安妮·奥斯特鲁夫（Joanne Ostrow）断言乌比·戈德堡的表现比她之前两次主持更加出色，并认为这场节目“异常顺利”。

### 收视率和奖项
本届颁奖典礼通过美国广播公司在美国直播，其播出时段里平均有4551万观众收看，与去年相比降低了18%，而所有曾观看部分播出时段节目的观众总数则估计有7810万。从尼尔森收视率调查的数量看，节目的表现也不及去年，吸引了28.63%的家庭观看，在18至49岁年龄段观众群的收视率为18.8%。
1999年7月，颁奖典礼获得了第51届黄金时段艾美奖的7项提名，并在两个月后赢得了综艺或音乐节目类杰出艺术指导奖以及剧情、综艺、迷你剧集、电视电影或特别节目类杰出灯光指导两座奖项。

## 纪念
奥斯卡颁奖典礼上一年一度的“纪念”致敬环节旨在纪念过去一年中逝世的业内人士，本场晚会上的这一环节由女演员安妮特·贝宁引出，纪念了下列人士：:237
| - 戴恩·克拉克（Dane Clark） - 林伍德·G·邓恩（Linwood G. Dunn） - 乔治·戴维斯（George Davis） - 迪克·奥尼尔（Dick O'Neill） - 查尔斯·朗（Charles Lang） - 诺曼·费尔（Norman Fell） - 弗雷迪·扬（Freddie Young） - 约翰··维奇（John P. Veitch） - E·G·马绍尔（E. G. Marshall） - 珍妮特·诺兰（Jeanette Nolan） - 艾伦·J·帕库拉 - 杰罗姆·罗宾斯 - 约翰·艾迪生（John Addison） - 苏珊·斯塔丝伯格（Susan Strasberg） - 文森特·温特（Vincent Winter） | - 詹姆斯·戈德曼（James Goldman） - 约翰·德里克（John Derek） - 理查德·基利（Richard Kiley） - 莫琳·奥沙利文（Maureen O'Sullivan） - 菲尔·哈特曼 - 埃丝特·罗尔 - 让·马莱 - 宾妮·巴尼斯（Binnie Barnes） - 瓦莱丽·霍布森 - 吉恩·雷蒙德（Gene Raymond） - 亨兹·豪尔（Huntz Hall） - 黑泽明 - 艾丽丝·费伊（Alice Faye） - 罗伯特·杨（Robert Young） - 罗迪·麦克道尔（Roddy McDowall） |

此外，约翰·特拉沃尔塔还引出了一示单独向男演员、歌手和多届奥斯卡颁奖典礼的主持人弗兰克·辛纳特拉致敬的片段。之后男演员方·基默又引出了一段向吉恩·奥特和罗伊·罗杰斯两位男演员致敬的桥段:235。贝宁引出的纪念环节结束后，主持人戈德堡和导演史蒂文·斯皮尔伯格还分别向影评人吉恩·西斯克尔（Gene Siskel）及导演斯坦利·库布里克表示了敬意:238。